# Luxori obeliszk (Párizs)
A párizsi Concorde téren látható obeliszk eredetileg az egyiptomi Luxorban állt, és diplomáciai ajándékként került Afrikából Franciaországba a 19. század ’30-as éveiben.

## Története
1830-ban Muhammad Ali egyiptomi alkirály úgy döntött, hogy X. Károly francia királynak adományozza a luxori templom bejárata előtt álló két ókori obeliszket, amelyet II. Ramszesz uralkodása alatt (i. e. 1279 – 1213) állítottak fel. Az ajándék a két ország közötti barátság jele és a francia tudós, Jean-François Champollion munkájának elismerése volt, amellyel megfejtette az egyiptomi hieroglifákat.
A 220 tonnás gránitoszlop hat év alatt jutott el a Concorde térre (Place de la Concorde). A szállításra külön hajót építettek a touloni dokkban. A lapos fenekű Louxort úgy tervezték, hogy rakományával elférjen a Szajna-hidak alatt. Egyiptomban háromszáz munkás csatornát ásott a Nílustól az obeliszkig. A hajó eredetileg 1831 karácsonyán indult volna el, de a kedvezőtlen vízállás miatt erre csak hat hónap múlva nyílt esély, de 1932 júniusban vérhasjárvány tört ki a legénység soraiban. A bárka végül 1832. augusztus 25-én hagyta el Luxort.
A Louxor 1832. január 2-án érkezett meg Alexandriába, ahol a Sphinx nevű gőzhajó várt rá, hogy a Földközi-tengeren, majd az Atlanti-óceánon Franciaországba vontassa. A két hajó 1833. április 1-jén futott ki, és szeptember 14-én ért Rouenba. A Szajna-torkolatnál ki kellett várni a folyó megfelelő vízállását, így az obeliszk csak december második harmadában érkezett meg Párizsba. Ezt követően hosszú vita bontakozott ki az oszlop talapzatáról és leendő helyszínéről.
Az eredeti talapzaton négy pávián állt a hátsó lábán, mellső mancsát az ég, szimbolikusan a nap felé nyújtva. Testhelyzetük miatt jól látszott a hím majmok ivarszerve, ami sokkolta a puritán párizsiakat. I. Lajos Fülöp francia király obszcénnak találta az építményt. A város vezetése úgy döntött, hogy új talapzatot építtet, az eredetit pedig a Louvre-ban helyezteti el. A király a Concorde teret jelölte ki az oszlop helyszínének.
Az obeliszket 1836. október 25-én, kétszázezer érdeklődő előtt állították fel a téren; a király az Hôtel de la Marine erkélyéről nézte végig az eseményt, amelynek fő lebonyolítója Apollinaire Lebas volt. A szerkezetet, amely az oszlopot a helyére emelte, 350 tüzér és tengerész működtette. Az obeliszket rosszul tájolták be, így az eredetileg keletre néző oldal most észak felé fordul. Az oszlop csúcsát feltehetően az i. e. 6. században ellopták, helyére a francia kormány újat készíttetett 1998-ban.
A franciák a második obeliszket nem hozták el Egyiptomból. Hivatalosan 1981-ben került pont az ügy végére, amikor a francia elnök, François Mitterrand országa nevében lemondott az oszlopról.

## Galéria

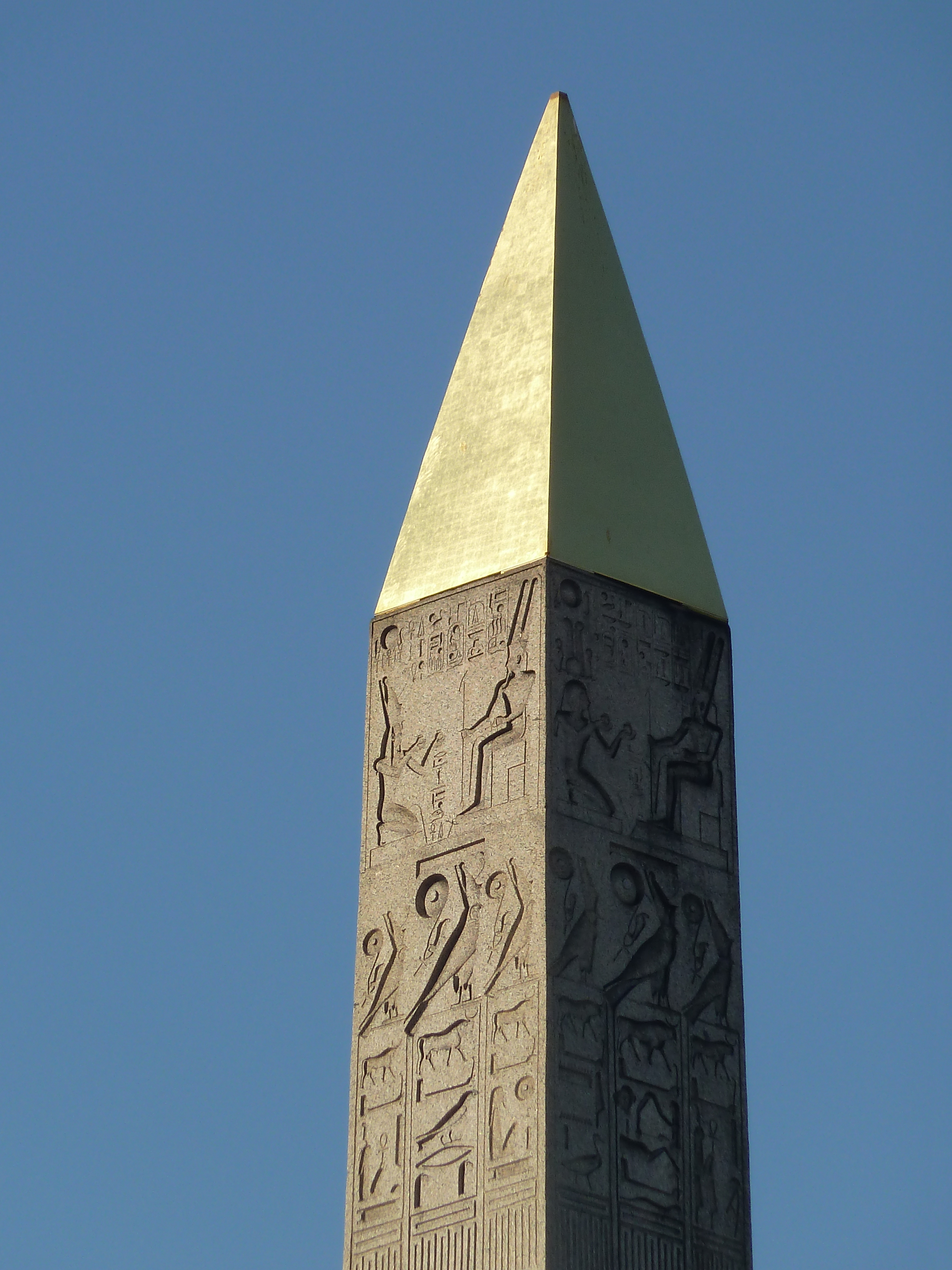
Az obeliszk aranyozott csúcsa
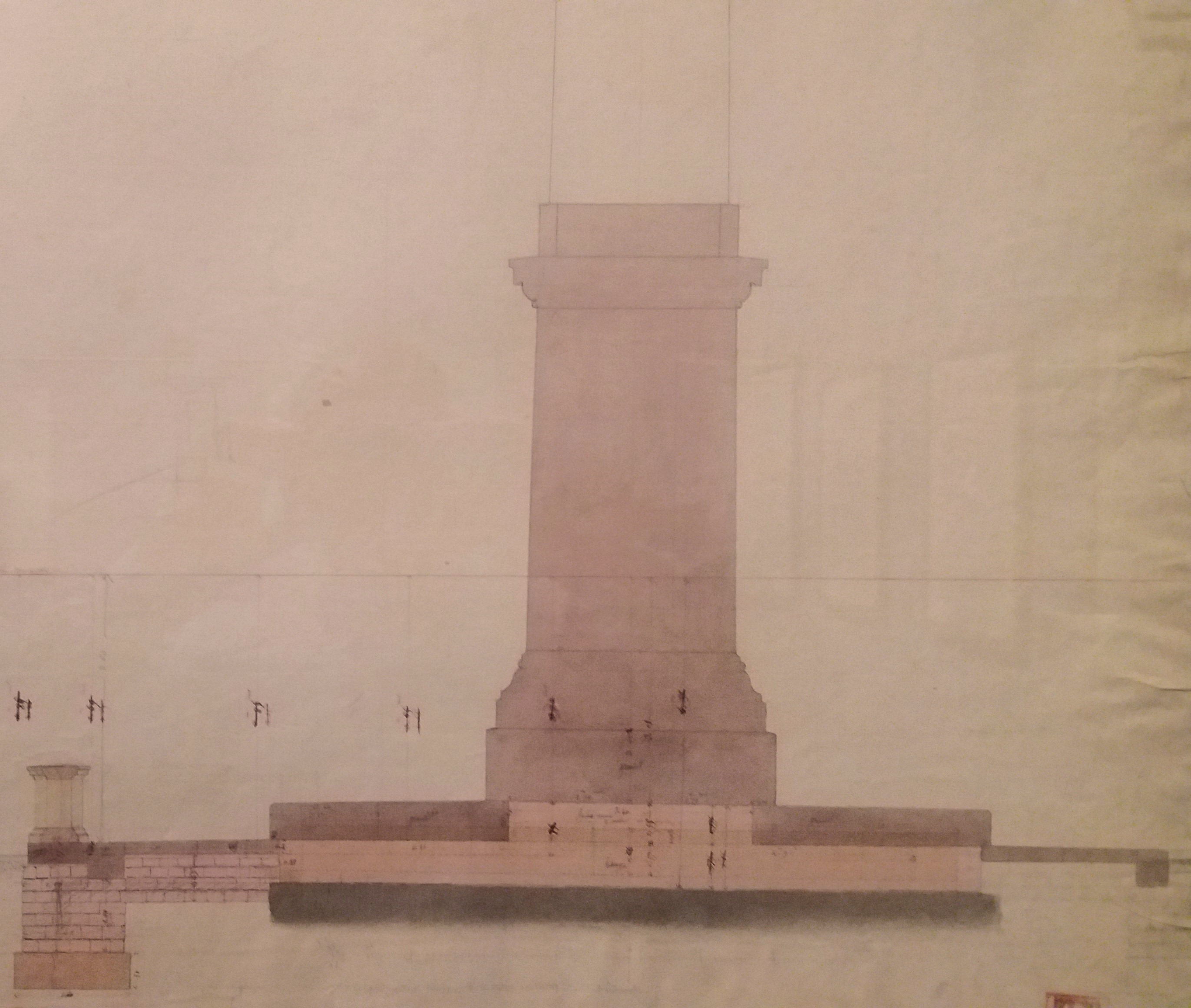
Az obeliszk talapzata (Jacques Ignace Hittorff rajza, 1836; kölni Wallraf-Richartz-Múzeum gyűjtemény)
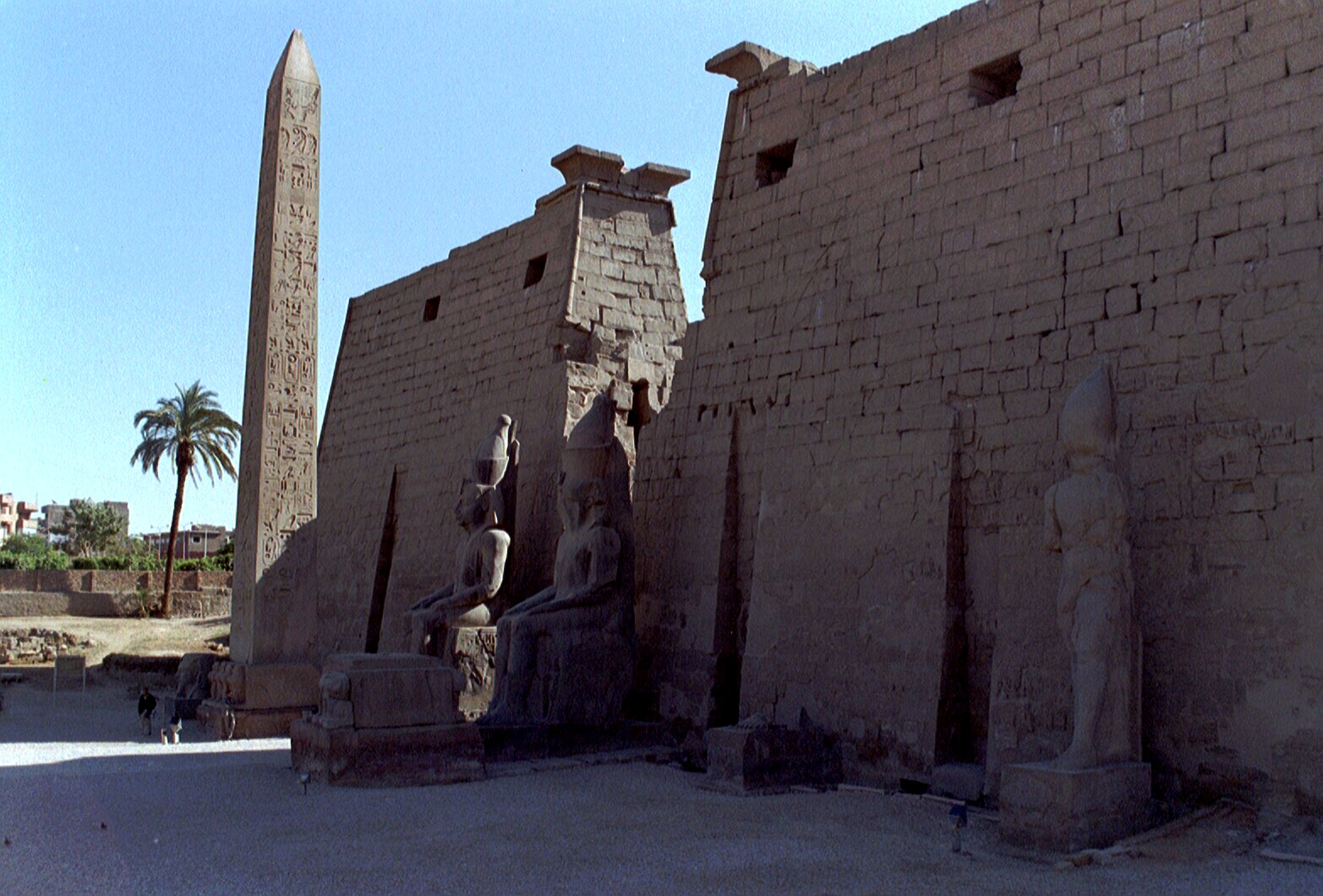
A másik obeliszk